# Challenger de Numea 2015
El torneo Challenger BNP Paribas de Nouvelle-Calédonie 2015 es un torneo profesional de tenis. Pertenece al ATP Challenger Tour 2015. Se disputará su 12.ª edición sobre superficie dura, en Numea, Nueva Caledonia entre el 5 de enero y el 10 de enero de 2015.

## Jugadores participantes del cuadro de individuales

### Cabezas de serie
| Favorito | País                      | Jugador                  | Rank1 | Posición en el torneo |
| -------- | ------------------------- | ------------------------ | ----- | --------------------- |
| 1        | Bandera de Francia        | Adrian Mannarino         | 44    | Semifinal             |
| 2        | Bandera de Francia        | Kenny de Schepper        | 106   | Primera ronda         |
| 3        | Bandera de Argentina      | Horacio Zeballos         | 123   | Segunda ronda         |
| 4        | Bandera de China Taipéi   | Jimmy Wang               | 124   | Semifinal             |
| 5        | Bandera de Japón          | Yuichi Sugita            | 131   | Primera ronda         |
| 6        | Bandera de Francia        | Stéphane Robert          | 134   | Segunda ronda         |
| 7        | Bandera de España         | Adrián Menéndez-Maceiras | 135   | Final                 |
| 8        | Bandera de Estados Unidos | Bradley Klahn            | 148   | Cuartos de final      |

- 1 Se ha tomado en cuenta el ranking del 22 de diciembre de 2014.

### Otros participantes
Los siguientes jugadores recibieron una invitación, por lo tanto ingresan directamente al cuadro principal (WC):
- Mathias Bourgue
- Laurent Lokoli
- Adrian Mannarino
- Johan-Sébastien Tatlot

Los siguientes jugadores ingresan al cuadro principal tras disputar el cuadro clasificatorio (Q):
- Guilherme Clezar
- Jared Donaldson
- Bjorn Fratangelo
- Marco Trungelliti

## Jugadores participantes en el cuadro de dobles

### Cabezas de serie
| Favorito | País                      | Jugador                  | País                        | Jugador         | Rank1 | Posición en el torneo |
| -------- | ------------------------- | ------------------------ | --------------------------- | --------------- | ----- | --------------------- |
| 1        | Bandera de Australia      | Rameez Junaid            | Bandera de Alemania         | Frank Moser     | 221   | Semifinal             |
| 2        | Bandera de España         | Adrián Menéndez-Maceiras | Bandera de los Países Bajos | Boy Westerhof   | 307   | Cuartos de final      |
| 3        | Bandera de Estados Unidos | Chase Buchanan           | Bandera de China Taipéi     | Chen Ti         | 364   | Cuartos de final      |
| 4        | Bandera de Estados Unidos | Austin Krajicek          | Bandera de Estados Unidos   | Tennys Sandgren | 385   | CAMPEONES             |

- 1 Se ha tomado en cuenta el ranking del 22 de diciembre de 2014.

## Campeones

### Individual Masculino
- Steve Darcis  derrotó en la final a  Adrián Menéndez-Maceiras, 6-3, 6-2.

### Dobles Masculino
- Austin Krajicek /  Tennys Sandgren derrotaron en la final a  Jarmere Jenkins /  Bradley Klahn por 7–6(2), 6–7(5), [10–5]